# Bassel Jradi
Bassel Zakaria Jradi (in arabo باسل زكريا جرادي‎?; Copenaghen, 6 luglio 1993) è un calciatore libanese con cittadinanza danese, centrocampista dell'AEL Limassol e della nazionale libanese.

## Carriera

### Club

#### AB
Jradi ha vestito la maglia dell'AB a partire dal 2012-2013. Ha esordito in squadra, militante nella 1. Division, in data 8 agosto 2012: è stato schierato titolare nel pareggio per 2-2 sul campo dell'HB Køge. Il 18 agosto ha segnato la prima rete con questa casacca, nel pareggio per 1-1 in casa del Brønshøj. Ha chiuso la stagione con 28 presenze in campionato e 8 reti, con l'AB che ha terminato l'annata al 10º posto in graduatoria, ottenendo così la salvezza.

#### Nordsjælland
Il 29 marzo 2013, il Nordsjælland ha comunicato sul proprio sito d'aver ingaggiato Jradi, che si sarebbe aggregato alla nuova squadra dall'estate successivo, legandosi al club con un contratto valido per i successivi tre anni e mezzo. Ha debuttato nella Superligaen in data 3 agosto, sostituendo Pascal Gregor nella sconfitta per 2-1 sul campo dell'Aarhus. Il 29 agosto ha disputato la prima partita nelle competizioni europee per club, scendendo in campo in luogo di Martin Vingaard nella sconfitta interna per 0-1 contro l'Elfsborg, negli spareggi per l'accesso all'Europa League 2013-2014.
Complessivamente, nel corso della stagione 2013-2014, ha totalizzato 5 presenze tra campionato e coppa, senza siglare alcuna marcatura. Il Nordsjælland ha chiuso la stagione al 6º posto in classifica, mancando l'accesso alle coppe europee.

#### Strømsgodset e parentesi al Lillestrøm
Il 19 luglio 2014, i norvegesi dello Strømsgodset hanno annunciato d'aver ingaggiato Jradi, che si è legato al nuovo club con un contratto valido fino al 2017. Ha esordito nell'Eliteserien in data 26 luglio, subentrando a Flamur Kastrati nella vittoria per 1-3 sul campo del Sandnes Ulf. Ha disputato 8 partite di campionato in quella porzione di stagione, contribuendo al 4º posto finale dello Strømsgodset. Il 14 agosto 2015 ha segnato la prima rete nella massima divisione locale, nella sconfitta per 2-1 in casa dell'Aalesund. Ha chiuso la seconda annata in squadra con 21 presenze e 4 reti tra tutte le competizioni.
Il 7 gennaio 2016 è passato in prestito al Lillestrøm, fino all'estate successiva. Ha debuttato con questa casacca il 13 marzo, schierato titolare nel pareggio per 1-1 maturato sul campo dello Start. Il 24 aprile ha trovato la prima rete, nel successo per 1-3 in casa dell'Odd. Ha chiuso la stagione con 29 presenze e 5 reti, tra campionato e coppa.
È poi tornato allo Strømsgodset per fine prestito, scegliendo la maglia numero 8 in vista del campionato 2017. L'11 agosto 2017 ha rinnovato il contratto che lo legava al club fino al 31 dicembre 2018.

#### Hajduk Spalato
Il 9 agosto 2018, lo Strømsgodset ha trovato un accordo con l'Hajduk Spalato per la cessione di Jradi. Il giorno seguente il trasferimento del calciatore è stato completato. Il 19 agosto fa il suo debutto con i Bili giocando da titolare la partita di campionato persa 0-2 contro il HNK Gorica. Il 26 settembre segna la prima rete con il club spalatino, ai sedicesimi di finale di Coppa di Croazia mette a referto il gol del 0-1 nella partita vinta contro il Vrapče Zagabria (0-2). Il 10 maggio 2019 segna la prima rete in 1.HNL nella vittoria interna per 2-0 contro il Slaven Belupo. Si ripete nella giornata seguente siglando la rete del definito 1-4 in casa del Rudeš. Conclude la prima stagione con i Majstori s mora con 3 reti in 28 partite ufficiali disputate. Il 31 agosto, alla settima giornata del campionato 2019-2020, segna la rete del definito 1-0 nel derby casalingo contro la Dinamo Zagabria. Il 21 maggio 2021 rescinde consensualmente il contratto con il club croato.

### Nazionale
Jradi ha rappresentato la Danimarca a livello Under-16, Under-17, Under-18, Under-19, Under-20 e Under-21. Ha esordito per quest'ultima sezione in data 21 marzo 2013, subentrando a Nicolaj Thomsen nella sconfitta esterna per 3-1 contro la Francia.
Il 26 agosto 2015 ha effettuato il suo debutto con il Libano, trovando anche la rete nella sconfitta per 2-3 contro l'Iraq, in una sfida amichevole disputatasi a Sidone. Il carattere amichevole della sfida non avrebbe pregiudicato un'eventuale convocazione da parte della Danimarca: lo stesso Jradi si è detto dubbioso su quale Nazionale rappresentare, affermando che avrebbe preso una decisione definitiva nel giro di qualche settimana.

## Statistiche

### Presenze e reti nei club
Statistiche aggiornate al 14 agosto 2018.
| Stagione            | Club                | Campionato          | Campionato | Campionato | Coppe nazionali | Coppe nazionali | Coppe nazionali | Coppe continentali | Coppe continentali | Coppe continentali | Supercoppe | Supercoppe | Supercoppe | Totale | Totale |
| Stagione            | Club                | Comp                | Pres       | Reti       | Comp            | Pres            | Reti            | Comp               | Pres               | Reti               | Comp       | Pres       | Reti       | Pres   | Reti   |
| ------------------- | ------------------- | ------------------- | ---------- | ---------- | --------------- | --------------- | --------------- | ------------------ | ------------------ | ------------------ | ---------- | ---------- | ---------- | ------ | ------ |
| 2012-2013           | AB                  | 1D                  | 28         | 8          | CD              | ?               | ?               | -                  | -                  | -                  | -          | -          | -          | 28+    | 8+     |
| 2013-2014           | Nordsjælland        | SL                  | 4          | 0          | CD              | 0               | 0               | UEL                | 1                  | 0                  | -          | -          | -          | 5      | 0      |
| lug.-dic. 2014      | Strømsgodset        | ES                  | 8          | 0          | CN              | -               | -               | UCL                | -                  | -                  | -          | -          | -          | 8      | 0      |
| 2015                | Strømsgodset        | ES                  | 15         | 2          | CN              | 2               | 1               | UEL                | 4                  | 1                  | -          | -          | -          | 21     | 4      |
| 2016                | Lillestrøm          | ES                  | 26         | 4          | CN              | 3               | 1               | -                  | -                  | -                  | -          | -          | -          | 29     | 5      |
| 2017                | Strømsgodset        | ES                  | 29         | 10         | CN              | 1               | 2               | -                  | -                  | -                  | -          | -          | -          | 30     | 12     |
| gen.-ago. 2018      | Strømsgodset        | ES                  | 16         | 2          | CN              | 2               | 2               | -                  | -                  | -                  | -          | -          | -          | 18     | 4      |
| Totale Strømsgodset | Totale Strømsgodset | Totale Strømsgodset | 68         | 14         |                 | 6               | 5               |                    | 4                  | 1                  |            | -          | -          | 77     | 20     |
| 2018-2019           | Hajduk Spalato      | 1.HNL               | 0          | 0          | CC              | 0               | 0               | UEL                | 0                  | 0                  | -          | -          | -          | 0      | 0      |
| Totale              | Totale              | Totale              | 124        | 26         |                 | 8+              | 6+              |                    | 5                  | 1                  |            | -          | -          | 139+   | 33+    |

### Cronologia presenze e reti in nazionale
| Cronologia completa delle presenze e delle reti in nazionale ― Libano | Cronologia completa delle presenze e delle reti in nazionale ― Libano | Cronologia completa delle presenze e delle reti in nazionale ― Libano | Cronologia completa delle presenze e delle reti in nazionale ― Libano | Cronologia completa delle presenze e delle reti in nazionale ― Libano | Cronologia completa delle presenze e delle reti in nazionale ― Libano | Cronologia completa delle presenze e delle reti in nazionale ― Libano | Cronologia completa delle presenze e delle reti in nazionale ― Libano |
| Data                                                                  | Città                                                                 | In casa                                                               | Risultato                                                             | Ospiti                                                                | Competizione                                                          | Reti                                                                  | Note                                                                  |
| --------------------------------------------------------------------- | --------------------------------------------------------------------- | --------------------------------------------------------------------- | --------------------------------------------------------------------- | --------------------------------------------------------------------- | --------------------------------------------------------------------- | --------------------------------------------------------------------- | --------------------------------------------------------------------- |
| 26-8-2015                                                             | Sidone                                                                | Libano                                                                | 2 – 3                                                                 | Iraq                                                                  | Amichevole                                                            | 1                                                                     | 73’                                                                   |
| 11-10-2016                                                            | Beirut                                                                | Libano                                                                | 1 – 1                                                                 | Guinea Equatoriale                                                    | Amichevole                                                            | -                                                                     |                                                                       |
| 15-11-2018                                                            | Robina                                                                | Uzbekistan                                                            | 0 – 0                                                                 | Libano                                                                | Amichevole                                                            | -                                                                     |                                                                       |
| 20-11-2018                                                            | Sydney                                                                | Australia                                                             | 3 – 0                                                                 | Libano                                                                | Amichevole                                                            | -                                                                     | 70’ 75’                                                               |
| 9-1-2019                                                              | al-'Ayn                                                               | Qatar                                                                 | 2 – 0                                                                 | Libano                                                                | Coppa d'Asia 2019 - 1º turno                                          | -                                                                     |                                                                       |
| 14-11-2019                                                            | Beirut                                                                | Libano                                                                | 0 – 0                                                                 | Corea del Sud                                                         | Qual. Mondiali 2022                                                   | -                                                                     |                                                                       |
| 19-11-2019                                                            | Beirut                                                                | Libano                                                                | 0 – 0                                                                 | Corea del Nord                                                        | Qual. Mondiali 2022                                                   | -                                                                     | 57’                                                                   |
| Totale                                                                |                                                                       | Presenze                                                              | 7                                                                     |                                                                       | Reti                                                                  | 1                                                                     |                                                                       |